# نيكولاس بليستان
نيكولاس بليستان (بالفرنسية: Nicolas Plestan)‏ (مواليد 2 يونيو 1981 في نيس - فرنسا) لاعب كرة قدم فرنسي يلعب حاليا لصالح نادي الدرجة الأولى ليل الفرنسي منذ 2003 في مركز قلب الدفاع .

## روابط خارجية
- نيكولاس بليستان على موقع رابطة كرة القدم الفرنسية للمحترفين (الإنجليزية)
- نيكولاس بليستان على موقع قاعدة بيانات كرة القدم.إي يو (الإنجليزية)
- نيكولاس بليستان على موقع بيانات كرة القدم. دي إي (الألمانية)
- نيكولاس بليستان على موقع ليكيب (الفرنسية)
- نيكولاس بليستان على موقع كووورة